# HCMOS
HCMOS ist ein Akronym für das englische high speed complementary metal oxide semiconductor (dt. „komplementärer Hochgeschwindigkeits-Metall-Oxid-Halbleiter“, vgl. MOSFET).
Ein HCMOS stellt eine Art von integriertem Schaltkreis dar, der aus einer Weiterentwicklung der CMOS-Technik hervorgegangen ist. Im Vergleich zu konventioneller CMOS-Technik nutzt man hier dünnere Schichtdicken und verkleinerte Leiterbahnbreiten.